# Trần Đức Thông
Trần Đức Thông (1944 – 14 tháng 3 năm 1988) là Anh hùng lực lượng vũ trang, sĩ quan cấp tá trong Hải quân nhân dân Việt Nam, cấp bậc Trung tá. Ông tử trận tại đá Gạc Ma trong Hải chiến Trường Sa 1988. Khi hi sinh ông là lữ đoàn phó lữ đoàn 146, Vùng 4 Hải quân, chỉ huy cao nhất của Việt Nam tại trận địa trong Hải chiến Trường Sa 1988.

## Sự nghiệp
Trần Đức Thông sinh năm 1944 tại xã Minh Hòa, huyện Hưng Hà, tỉnh Thái Bình. Ông nhập ngũ ngày 7 tháng 4 năm 1962 . Ông trực tiếp tham gia chiến đấu trong kháng chiến chống Mỹ, trải qua nhiều vị trí như thợ sửa chữa pháo, trạm trưởng trạm sửa pháo, trợ lý tác chiến cấp trung đoàn .
Sau khi Chiến tranh Việt Nam kết thúc, Trần Đức Thông xác định tiếp tục gắn bó với quân đội. Ông đi học trung cấp ở trường Phòng không rồi nhận nhiệm vụ ở đơn vị bảo vệ Trường Sa. Ông từng công tác tại các đảo Sơn Ca (1982-1984), Nam Yết (1984-1987). Trong thời gian này ông còn được bầu làm Phó Chủ tịch Ủy ban nhân dân huyện đảo Trường Sa .

### Hải chiến Trường Sa 1988
Ngày 18 tháng 2 năm 1988 (tức mùng 2 tết âm lịch) Trần Đức Thông còn nửa tháng mới hết phép thì nhận được lệnh của đơn vị vào Nha Trang gấp. 29 tháng 2 ông chia tay vợ con lên đường. Lúc này tình hình biển Đông đang căng thẳng, Trung Quốc dần lấn chiếm một số đảo và bãi đá ở quần đảo Trường Sa. 2 tháng 3 Trần Đức Thông lên tàu ra đảo , với nhiệm vụ chỉ huy lực lượng đóng giữ các đảo Gạc Ma, Cô Lin và Len Đao (thuộc cụm đảo Sinh Tồn).
Theo phân công thì Trần Đức Thông ở trên tàu HQ-604 đến vùng biển Gạc Ma (còn tàu HQ-505 có mặt ở Cô Lin, tàu HQ-605 thẳng tiến Len Đao) . 16 giờ 30 phút ngày 13 tháng 3 tới vị trí, Trần Đức Thông tổ chức lực lượng đi khảo sát, xác định vị trí cắm cờ, làm nhà. 4 giờ sáng ngày 14 tháng 3, ông chỉ huy bộ đội bốc dỡ vật liệu từ tàu HQ-604 xuống đảo Gạc Ma. Lúc này hải quân Trung Quốc đang bao vây, uy hiếp, dùng xuồng máy đổ quân lên đảo hòng nhổ cờ và chiếm đảo. Trần Đức Thông đã cho điện báo về sở chỉ huy và xác định quyết tâm "dù địch vây ép, dù mất tàu, chúng tôi quyết không lùi". Khi thấy phía Trung Quốc cử xuồng chở lính có vũ khí lao thẳng về phía đá, ông ra lệnh cho các thủy thủ tàu HQ-604 tiến về bảo vệ bãi đá để hình thành tuyến phòng thủ, không cho đối phương tiến lên, đồng thời nhắc nhở bộ đội bình tĩnh, không được nổ súng trước khi chưa có lệnh để tránh sự khiêu khích của địch .
Sau đó, khi thấy dùng lính không chiếm được đảo, bên Trung Quốc đã cho lính lùi lại và dùng hai chiến hạm bắn pháo 100 mm vào tàu HQ-604, làm tàu bị hỏng nặng. Trần Đức Thông đứng trên boong tàu kêu gọi đàm phán nhưng hải quân Trung Quốc vẫn xả súng vào, làm ông bị thương nặng ở đầu và chân. Dù vậy ông vẫn đứng ở mũi tàu chỉ huy cho đến lúc tử trận . Tàu HQ-604 sau này cũng chìm xuống biển, đem theo Trần Đức Thông cùng thuyền trưởng và một số thủy thủ của tàu. Hiện giờ hài cốt của ông vẫn nằm dưới lòng biển, chưa tìm thấy .

## Gia đình
Trần Đức Thông lập gia đình với Nguyễn Thị Seo năm 1971. Do ông ở trong bộ đội và thường xuyên phải ra đảo nên dù kết hôn được 17 năm nhưng thời gian hai vợ chồng ở bên nhau chỉ chưa đầy một năm. Hai ông bà có một con gái và một con trai. Sau khi ông hi sinh, bà ở vậy nuôi hai con đến khi qua đời năm 2005. Hai con của ông hiện có việc làm ổn định tại tỉnh Hà Nam. Con ông kể lại: "Trong lúc hấp hối mẹ vẫn nhắc đến bố. Suốt cuộc đời mẹ dành trọn tình yêu cho bố" .
Vì thông tin không kịp thời nên con gái ông vẫn viết thư cho ông gần một tuần sau khi ông mất. Lá thư này hiện được lưu giữ ở Bảo tàng Hải quân Việt Nam .

## Vinh danh
Trần Đức Thông được truy tặng danh hiệu Anh hùng lực lượng vũ trang nhân dân ngày 13 tháng 12 năm 1989 .
Tên ông được đặt cho một đường phố ở quận Sơn Trà, Đà Nẵng . Tên ông còn được đặt cho ba trường học ở xã Minh Hòa quê hương ông: mẫu giáo, tiểu học và trung học cơ sở. Riêng ngôi trường trung học cơ sở ông từng học, trước mang tên Minh Hòa, đã được đổi tên thành trường THCS Trần Đức Thông từ tháng 9 năm 2010 .